# 山口学 (実業家)
山口 学(やまぐち まなぶ、1946年(昭和21年)1月8日 - )は日本の実業家。関電工取締役会長、取締役社長。日本電設工業協会会長。

## 略歴
- 1968年法政大学法学部卒業、東京電力株式会社入社[1]
- 1987年同社労務部保健課長
- 1990年茨城支店土浦営業所長
- 1993年労務部（副部長待遇）日本移動通信株式会社出向
- 1996年東京東支店 飾支社長
- 1999年関連事業部東京通信ネットワーク株式会社出向（部長）
- 2000年茨城支店長
- 2001年理事茨城支店長
- 2002年理事神奈川支店長
- 2003年東京電力執行役員[2]
- 2005年関電工取締役社長[3]
- 2012年同取締役会長、日本電設工業協会会長[4]